# Тансык
Тансык (каз. Таңсық) — станция в Аягозском районе Абайской области Казахстана. Входит в состав Тарлаулинского сельского округа. Код КАТО — 633485700.

## Население
В 1999 году население станции составляло 88 человек (41 мужчина и 47 женщин). По данным переписи 2009 года в населённом пункте проживало 115 человек (63 мужчины и 52 женщины).

## Достопримечательности
В 7 км западнее станции расположен средневековый мавзолей Козы Корпеш и Баян сулу.

## Уроженцы
- Кажыгумар Шабданулы
- Кадыржанов, Камал Кадыржанович
- Тилеукабыл Умирбеков